# 树袋熊属
树袋熊属（學名：Phascolarctos）又稱树熊属或无尾熊属，是有袋類哺乳动物的一属，也是树袋熊科的模式属和唯一现存的属，包含俗称“考拉”的無尾熊及其史前近親。

## 下属物种
本属包含以下物种，剑标符号（†）表示已灭绝：
- 無尾熊 Phascolarctos cinereus (Goldfuss, 1817)
- †Phascolarctos maris N. S. Pledge, 1987
- †巨型樹袋熊 Phascolarctos stirtoni Bartholomai, 1968
- †Phascolarctos yorkensis (Black et Archer, 1997)

## 备注
1. ↑  源自古希腊文（拉丁转写：phaskolos；意为袋子、包）与（arktos；熊）的组合。[4]